# Гебхарт, Тимо
Ти́мо Ге́бхарт (нем. Timo Gebhart; 12 апреля 1989, Мемминген) — немецкий футболист, полузащитник.

## Карьера
В январе 2009 года Тимо подписал контракт со «Штутгартом». Контракт действовал до 30 июня 2013 года. За «Штутгарт» дебютировал в Кубке УЕФА 26 февраля в ответном матче 1/16 финала против петербургского «Зенита». Он вышел на замену на 60-й минуте, а на 80-й забил свой первый мяч за новую команду и свой первый мяч в еврокубках. Тот матч закончился со счётом 2:1 в пользу «Зенита». В Бундеслиге дебютировал 1 марта 2009 года в матче против «Карлсруэ». «Швабы» выиграли 2:0, Гебхарт вышел в основе и был заменён на 60-й минуте.
3 мая 2012 года Гебхарт подписал контракт с «Нюрнбергом».